# One Day / Reckoning Song (Wankelmut Rmx)
One Day / Reckoning Song (Wankelmut Rmx) is een nummer van de Israëlische singer-songwriter Asaf Avidan geremixt door de Duitse house- en techno-dj Wankelmut. Het oorspronkelijke nummer genaamd The Reckoning stond op het gelijknamige album van Asaf Avidan & The Mojos uit 2008. In 2012 maakte Wankelmut (Jacob Dilßner) een remix-versie van het nummer The Reckoning.

## Achtergrond
De remix One Day / Reckoning Song (Wankelmut Rmx) was in Nederland in week 34 van 2012 Megahit op 3FM en werd een gigantische hit; het werd een nummer 1-hit in de Single Top 100, de Nederlandse Top 40 op Radio 538 en de publieke hitlijst; de Mega Top 50 op 3FM.
Ook in België werd de single een nummer 1-hit in zowel de Vlaamse Ultratop 50, de Vlaamse Radio 2 Top 30 en in Wallonië.
Ook in veel andere landen in Europa werd de single een nummer 1-hit zoals Duitsland, Oostenrijk en Zwitserland werd de single een nummer 1-hit. In Avidans' thuisland Israël werd de 7e positie behaald.

## Hitnoteringen

### Nederlandse Top 40
| Hitnotering: 18-08-2012 t/m 05-01-2013 | Hitnotering: 18-08-2012 t/m 05-01-2013 | Hitnotering: 18-08-2012 t/m 05-01-2013 | Hitnotering: 18-08-2012 t/m 05-01-2013 | Hitnotering: 18-08-2012 t/m 05-01-2013 | Hitnotering: 18-08-2012 t/m 05-01-2013 | Hitnotering: 18-08-2012 t/m 05-01-2013 | Hitnotering: 18-08-2012 t/m 05-01-2013 | Hitnotering: 18-08-2012 t/m 05-01-2013 | Hitnotering: 18-08-2012 t/m 05-01-2013 | Hitnotering: 18-08-2012 t/m 05-01-2013 | Hitnotering: 18-08-2012 t/m 05-01-2013 | Hitnotering: 18-08-2012 t/m 05-01-2013 | Hitnotering: 18-08-2012 t/m 05-01-2013 | Hitnotering: 18-08-2012 t/m 05-01-2013 | Hitnotering: 18-08-2012 t/m 05-01-2013 | Hitnotering: 18-08-2012 t/m 05-01-2013 | Hitnotering: 18-08-2012 t/m 05-01-2013 | Hitnotering: 18-08-2012 t/m 05-01-2013 | Hitnotering: 18-08-2012 t/m 05-01-2013 | Hitnotering: 18-08-2012 t/m 05-01-2013 | Hitnotering: 18-08-2012 t/m 05-01-2013 |
| Week:                                  | 1                                      | 2                                      | 3                                      | 4                                      | 5                                      | 6                                      | 7                                      | 8                                      | 9                                      | 10                                     | 11                                     | 12                                     | 13                                     | 14                                     | 15                                     | 16                                     | 17                                     | 18                                     | 19                                     | 20                                     |                                        |
| -------------------------------------- | -------------------------------------- | -------------------------------------- | -------------------------------------- | -------------------------------------- | -------------------------------------- | -------------------------------------- | -------------------------------------- | -------------------------------------- | -------------------------------------- | -------------------------------------- | -------------------------------------- | -------------------------------------- | -------------------------------------- | -------------------------------------- | -------------------------------------- | -------------------------------------- | -------------------------------------- | -------------------------------------- | -------------------------------------- | -------------------------------------- | -------------------------------------- |
| Positie:                               | 24                                     | 1                                      | 1                                      | 1                                      | 1                                      | 1                                      | 1                                      | 2                                      | 2                                      | 3                                      | 3                                      | 4                                      | 6                                      | 8                                      | 12                                     | 20                                     | 21                                     | 32                                     | 38                                     | 40                                     | uit                                    |

### Single Top 100 en Mega Top 50
| Hitnotering: 21-07-2012 t/m 26-01-2013 | Hitnotering: 21-07-2012 t/m 26-01-2013 | Hitnotering: 21-07-2012 t/m 26-01-2013 | Hitnotering: 21-07-2012 t/m 26-01-2013 | Hitnotering: 21-07-2012 t/m 26-01-2013 | Hitnotering: 21-07-2012 t/m 26-01-2013 | Hitnotering: 21-07-2012 t/m 26-01-2013 | Hitnotering: 21-07-2012 t/m 26-01-2013 | Hitnotering: 21-07-2012 t/m 26-01-2013 | Hitnotering: 21-07-2012 t/m 26-01-2013 | Hitnotering: 21-07-2012 t/m 26-01-2013 | Hitnotering: 21-07-2012 t/m 26-01-2013 | Hitnotering: 21-07-2012 t/m 26-01-2013 | Hitnotering: 21-07-2012 t/m 26-01-2013 | Hitnotering: 21-07-2012 t/m 26-01-2013 | Hitnotering: 21-07-2012 t/m 26-01-2013 |
| Week:                                  | 1                                      | 2                                      | 3                                      | 4                                      | 5                                      | 6                                      | 7                                      | 8                                      | 9                                      | 10                                     | 11                                     | 12                                     | 13                                     | 14                                     | 15                                     |
| -------------------------------------- | -------------------------------------- | -------------------------------------- | -------------------------------------- | -------------------------------------- | -------------------------------------- | -------------------------------------- | -------------------------------------- | -------------------------------------- | -------------------------------------- | -------------------------------------- | -------------------------------------- | -------------------------------------- | -------------------------------------- | -------------------------------------- | -------------------------------------- |
| Positie:                               | 91                                     | 86                                     | 58                                     | 15                                     | 3                                      | 1                                      | 2                                      | 2                                      | 1                                      | 1                                      | 2                                      | 2                                      | 3                                      | 3                                      | 9                                      |
| Week:                                  | 16                                     | 17                                     | 18                                     | 19                                     | 20                                     | 21                                     | 22                                     | 23                                     | 24                                     | 25                                     | 26                                     | 27                                     | 28                                     |                                        |                                        |
| Positie:                               | 9                                      | 10                                     | 11                                     | 16                                     | 29                                     | 36                                     | 45                                     | 59                                     | 41                                     | 34                                     | 47                                     | 47                                     | 77                                     | uit                                    |                                        |

### Vlaamse Ultratop 50
| Hitnotering: (Week 1 t/m 25) 11-08-2012 t/m 26-01-2013 Hitnotering: (Week 26) 09-02-2013 | Hitnotering: (Week 1 t/m 25) 11-08-2012 t/m 26-01-2013 Hitnotering: (Week 26) 09-02-2013 | Hitnotering: (Week 1 t/m 25) 11-08-2012 t/m 26-01-2013 Hitnotering: (Week 26) 09-02-2013 | Hitnotering: (Week 1 t/m 25) 11-08-2012 t/m 26-01-2013 Hitnotering: (Week 26) 09-02-2013 | Hitnotering: (Week 1 t/m 25) 11-08-2012 t/m 26-01-2013 Hitnotering: (Week 26) 09-02-2013 | Hitnotering: (Week 1 t/m 25) 11-08-2012 t/m 26-01-2013 Hitnotering: (Week 26) 09-02-2013 | Hitnotering: (Week 1 t/m 25) 11-08-2012 t/m 26-01-2013 Hitnotering: (Week 26) 09-02-2013 | Hitnotering: (Week 1 t/m 25) 11-08-2012 t/m 26-01-2013 Hitnotering: (Week 26) 09-02-2013 | Hitnotering: (Week 1 t/m 25) 11-08-2012 t/m 26-01-2013 Hitnotering: (Week 26) 09-02-2013 | Hitnotering: (Week 1 t/m 25) 11-08-2012 t/m 26-01-2013 Hitnotering: (Week 26) 09-02-2013 | Hitnotering: (Week 1 t/m 25) 11-08-2012 t/m 26-01-2013 Hitnotering: (Week 26) 09-02-2013 | Hitnotering: (Week 1 t/m 25) 11-08-2012 t/m 26-01-2013 Hitnotering: (Week 26) 09-02-2013 | Hitnotering: (Week 1 t/m 25) 11-08-2012 t/m 26-01-2013 Hitnotering: (Week 26) 09-02-2013 | Hitnotering: (Week 1 t/m 25) 11-08-2012 t/m 26-01-2013 Hitnotering: (Week 26) 09-02-2013 | Hitnotering: (Week 1 t/m 25) 11-08-2012 t/m 26-01-2013 Hitnotering: (Week 26) 09-02-2013 |
| Week:                                                                                    | 1                                                                                        | 2                                                                                        | 3                                                                                        | 4                                                                                        | 5                                                                                        | 6                                                                                        | 7                                                                                        | 8                                                                                        | 9                                                                                        | 10                                                                                       | 11                                                                                       | 12                                                                                       | 13                                                                                       | 14                                                                                       |
| ---------------------------------------------------------------------------------------- | ---------------------------------------------------------------------------------------- | ---------------------------------------------------------------------------------------- | ---------------------------------------------------------------------------------------- | ---------------------------------------------------------------------------------------- | ---------------------------------------------------------------------------------------- | ---------------------------------------------------------------------------------------- | ---------------------------------------------------------------------------------------- | ---------------------------------------------------------------------------------------- | ---------------------------------------------------------------------------------------- | ---------------------------------------------------------------------------------------- | ---------------------------------------------------------------------------------------- | ---------------------------------------------------------------------------------------- | ---------------------------------------------------------------------------------------- | ---------------------------------------------------------------------------------------- |
| Positie:                                                                                 | 42                                                                                       | 2                                                                                        | 1                                                                                        | 1                                                                                        | 1                                                                                        | 1                                                                                        | 1                                                                                        | 2                                                                                        | 2                                                                                        | 2                                                                                        | 3                                                                                        | 3                                                                                        | 3                                                                                        | 5                                                                                        |
| Week:                                                                                    | 15                                                                                       | 16                                                                                       | 17                                                                                       | 18                                                                                       | 19                                                                                       | 20                                                                                       | 21                                                                                       | 22                                                                                       | 23                                                                                       | 24                                                                                       | 25                                                                                       |                                                                                          | 26                                                                                       |                                                                                          |
| Positie:                                                                                 | 6                                                                                        | 6                                                                                        | 10                                                                                       | 14                                                                                       | 17                                                                                       | 16                                                                                       | 17                                                                                       | 14                                                                                       | 16                                                                                       | 29                                                                                       | 45                                                                                       | uit                                                                                      | 50                                                                                       | uit                                                                                      |

### Vlaamse Radio 2 Top 30
| Hitnotering: 25-08-2012 t/m 29-12-2012 | Hitnotering: 25-08-2012 t/m 29-12-2012 | Hitnotering: 25-08-2012 t/m 29-12-2012 | Hitnotering: 25-08-2012 t/m 29-12-2012 | Hitnotering: 25-08-2012 t/m 29-12-2012 | Hitnotering: 25-08-2012 t/m 29-12-2012 | Hitnotering: 25-08-2012 t/m 29-12-2012 | Hitnotering: 25-08-2012 t/m 29-12-2012 | Hitnotering: 25-08-2012 t/m 29-12-2012 | Hitnotering: 25-08-2012 t/m 29-12-2012 | Hitnotering: 25-08-2012 t/m 29-12-2012 | Hitnotering: 25-08-2012 t/m 29-12-2012 | Hitnotering: 25-08-2012 t/m 29-12-2012 | Hitnotering: 25-08-2012 t/m 29-12-2012 | Hitnotering: 25-08-2012 t/m 29-12-2012 | Hitnotering: 25-08-2012 t/m 29-12-2012 | Hitnotering: 25-08-2012 t/m 29-12-2012 | Hitnotering: 25-08-2012 t/m 29-12-2012 | Hitnotering: 25-08-2012 t/m 29-12-2012 | Hitnotering: 25-08-2012 t/m 29-12-2012 | Hitnotering: 25-08-2012 t/m 29-12-2012 |
| Week:                                  | 1                                      | 2                                      | 3                                      | 4                                      | 5                                      | 6                                      | 7                                      | 8                                      | 9                                      | 10                                     | 11                                     | 12                                     | 13                                     | 14                                     | 15                                     | 16                                     | 17                                     | 18                                     | 19                                     |                                        |
| -------------------------------------- | -------------------------------------- | -------------------------------------- | -------------------------------------- | -------------------------------------- | -------------------------------------- | -------------------------------------- | -------------------------------------- | -------------------------------------- | -------------------------------------- | -------------------------------------- | -------------------------------------- | -------------------------------------- | -------------------------------------- | -------------------------------------- | -------------------------------------- | -------------------------------------- | -------------------------------------- | -------------------------------------- | -------------------------------------- | -------------------------------------- |
| Positie:                               | 23                                     | 10                                     | 1                                      | 1                                      | 1                                      | 1                                      | 1                                      | 1                                      | 1                                      | 2                                      | 2                                      | 8                                      | 11                                     | 16                                     | 21                                     | 25                                     | 29                                     | 30                                     | 30                                     | uit                                    |